# Neomilichia dentilineata
Neomilichia dentilineata är en fjärilsart som beskrevs av Butler 1879. Neomilichia dentilineata ingår i släktet Neomilichia och familjen nattflyn. Inga underarter finns listade i Catalogue of Life.